# Oliver Neuville
Oliver Patric Neuville (Locarno, 1º maggio 1973) è un allenatore di calcio ed ex calciatore svizzero naturalizzato tedesco, di ruolo attaccante, vice allenatore del Borussia M'gladbach.
Divise la sua carriera professionistica tra Svizzera, Spagna e Germania, giocando più di 500 incontri e andando in gol 154 volte tra i professionisti. Nel 1994 vinse un campionato con il Servette e nel 2008 ottenne il successo nel campionato di seconda divisione tedesca. Neuville conta inoltre 69 gettoni e 10 gol con la Germania tra il 1998 e il 2008.

## Carriera

### Club
Nato nella Svizzera italiana da padre tedesco (ex calciatore e allenatore) e madre calabrese (originaria di Filadelfia, in provincia di Vibo Valentia), Neuville inizia la carriera sportiva militando in formazioni giovanili della sua città, Locarno, prima di essere acquistato dal Servette nel 1992. Nel 1994 guida la squadra alla vittoria del campionato svizzero realizzando 16 reti e, dopo quattro stagioni in Svizzera, nel 1996 passa a giocare in Spagna nel Tenerife.
Dopo una sola stagione, si trasferisce in Germania all'Hansa Rostock. Nel 1999 passa al Bayer Leverkusen, squadra con cui raggiunge nel 2002 la finale di Champions League, persa poi per 2-1 contro il Real Madrid. Dal 2004 al 2010 milita nelle file del Borussia Mönchengladbach, per poi chiudere la propria carriera nell'Arminia Bielefeld, squadra militante nella seconda divisione del campionato tedesco di calcio.

### Nazionale
Sceglie di giocare per la Germania, con cui esordisce il 2 settembre 1998 contro Malta. Disputa i Mondiali 2002, in cui si laurea vicecampione, e quelli del 2006, segnando in entrambe le competizioni. Nell'estate del 2008 partecipa anche agli Europei disputati in Austria e Svizzera. Realizza in totale 10 gol in 69 partite, giocando una Confederation Cup (l'edizione del 1999), due Mondiali (nel 2002, in cui la Germania perse in finale contro il Brasile, e nel 2006) e un Europeo (Euro 2008, in cui la Germania perse in finale contro la Spagna).

## Palmarès

### Club

#### Competizioni nazionali
- Campionato svizzero: 1

Servette: 1993-1994
- Zweite Bundesliga: 1

Borussia Mönchengladbach: 2007-2008